# Grupul Etnic German din România

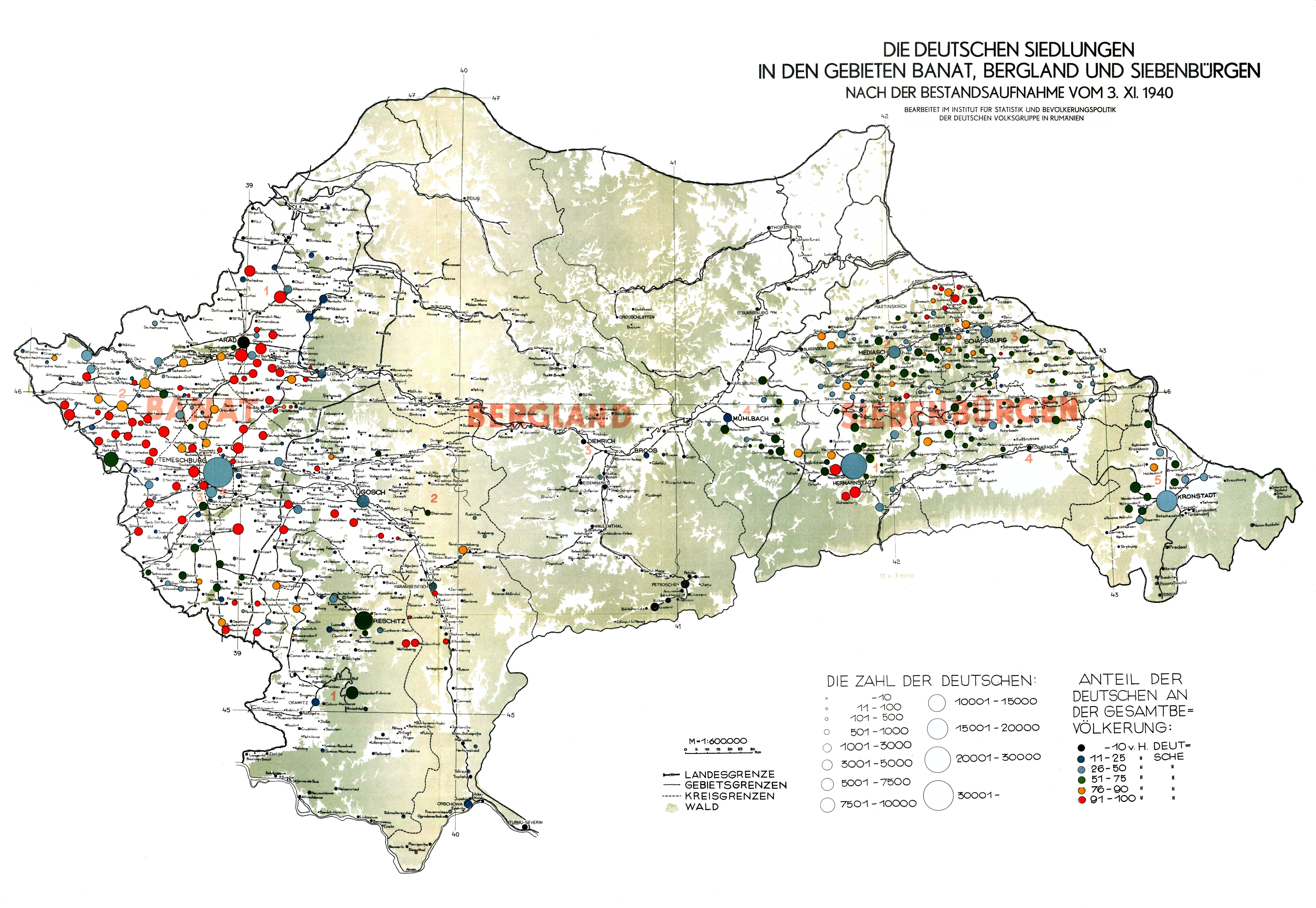
Aşezările etnicilor germani din Banat și Transilvania de Sud, conform inventarierii făcute de Grupul Etnic German în 3.11.1940

Grupul Etnic German din România (în germană Deutsche Volksgruppe in Rumänien) a fost înființat, sub presiunea Germaniei naziste, prin Decretul nr. 830 din 20 noiembrie 1940 (Legea 830/21 noiembrie 1940). Acest grup etnic a fost o organizație cu statut de persoană juridică, subordonată direct capitalei celui de-al treilea Reich, fiind un organism care s-a erijat în reprezentant, în perioada 1940-1944, al comunității sașilor din zona Ardealului și șvabilor Bănățeni. Partidul German din România, condus de politicianul democrat Hans Otto Roth, fusese dizolvat în anul 1938, în contextul dictaturii carliste.
La 15 martie 1941 Grupul Etnic German a preluat ziarul Siebenbürgisch-Deutsches Tageblatt din Sibiu, i-a schimbat denumirea în Suedostdeutsche Tageszeitung (Ziarul german de sud-est) și l-a folosit ca oficios până la 11 septembrie 1944, când a apărut ultimul număr.

## Evenimentele de până la 7 octombrie 1944
Grupul Etnic German și-a câștigat un statut de semi-autonomie în cadrul statului român, fiind condus de către Volksgruppenführer Andreas Schmidt, ginere al Brigadeführer-ului SS Gottlob Berger, șeful Oficiului Central pentru Cetățenii Etnici Germani (Volksdeutsche Mittelstelle). Pentru a marca ruperea netă de tradițiile vechii organizații de conducere a grupului etnic german, Schmidt a mutat sediul noii organizații de la Sibiu la Brașov, unde se afla și sediul Consulului general al Germaniei, SS-Oberführer Wilhelm Rodde.
Wilhelm Fabricius, ministrul Germaniei în România, având, prin urmare, imunitate diplomatică, a avut o mare influență asupra activității Grupului Etnic German.
Cetățenii germani ai țării România, înmănuncheați în Grupul Etnic German, constituiau o corporație de drept public, pusă sub protecția Germaniei de care era direct dependentă.

## Biserica evanghelică, regimul nazist și Grupul Etnic German din România
În perioada interbelică episcop evanghelic de Sibiu a fost Viktor Glondys. Acesta a refuzat colaborarea cu regimul nazist. Prin pozițiile sale publice a condamnat de asemenea antisemitismul. În anul 1936/37 l-a suspendat din funcție pe parohul Friedrich Benesch din Petelea, din cauza activității pronaziste a acestuia.
Episcopul Glondys a fost pensionat forțat în februarie 1941, de către regimul fascist din România. În locul său a fost impus Wilhelm Staedel, împotriva căruia episcopul Glondys demarase o anchetă disciplinară, pe motiv de simpatii pro-naziste. În 1944, după fuga lui Staedel în Germania, la conducerea Bisericii Evanghelice de Confesiune Augustană din România a revenit Viktor Glondys.
La 1 noiembrie 1941 prin  Decretul lege nr.3097 publicat în M. Of.  nr. 266 Grupului Etnic German ca persoană de drept public îi este recunoscut dreptul de a înființa și coordona școli primare, secundare teoretice și practice și alte instituții de educație, având libertatea de a folosi propriile planuri de învățământ, programe analitice și de examene aprobate de Ministerul Culturii Naționale și al Cultelor, în raporturile cu Statul Român privitoare la învățământ, GEG fiind reprezentat prin Secția școlară a acestuia.
La 30 iunie 1942 prin telegrama adresată direct lui Hitler, Consiliul ecleziastic al Bisericii  Evanghelice din Germania  transmite apelul către Dumnezeu pentru a-i ajuta pe Hitler și pe națiunea germană să lupte împotiva unui dușman dublu  ( Anglia și Rusia)  totodată asigurându-l pe Hitler că obiectul principal al aspirațiilor și al acțiunilor bisericii este victoria în această luptă și asigurându-l că îi este alături cu toate rugăciunile și cu soldații săi incomparabili care sunt pe punctul de a face să dispară prin mari lovituri această ciumă” ( “Que le  Dieu Tout-Puissant vous aide et aide notre nation à combattre le double ennemi [l’Angleterre et la Russie] ! Nous remporterons la victoire, qui doit être le principal objet de nos aspirations et de nos actions (...). Dans toutes ses prières [l’Église] est avec vous et avec nos soldats incomparables qui sont sur le point de faire disparaître par de grands coups la racine de cette peste.”.
Cele mai mari instituții dedicate asistenței publice și sociale ale Bisericii Evanghelice din Europa ”au angajat muncitori pentru muncă forțată pe toată durata celui de-al doilea Razboi Mondial” . Biserica Evanghelică se numără printre instituțiile angajate să susțină Germania nazistă, scop în care a promis 5 millioane  $  obținuți din utilizarea muncii forțate în timpul perioadei naziste.
Având atribuții conferite prin Decretul lege din 1941 și consimțământul Consistoriului Regnicular al Bisericii Evanghelice C.A dat la 2 iulie 1942 și bazat pe Convenția publicată în Monitorul Oficial nr.234 din 7 octombrie 1942,Grupul Etnic German din România. a preluat învățământul de stat și confesional astfel că toate liceele,  școlile și grădinițe de stat cu limba de predare  germană au fost trecute sub conducerea acestei persoane juridice de drept public,iar  executarea măsurilor de predare-preluare a fost consemnată în procese verbale. În decursul timpului, Grupul a devenit un ansamblu de instituții ce se ocupau cu promovarea și îmbunătățirea culturii și învățământului german pe teritoriul României.
Grupul Etnic German a preluat toate revistele și ziarele în limba germană, transformându-le în organe fasciste. A mai preluat și teatrul german de la Sibiu, cât și diferite instituții de cultură și știință germană din Ardeal și Banat. Totodată Grupul Etnic German a preluat întreaga rețea de școli germane, ceea ce a dus la fascizarea totală a învățământului în limba germană.
Grupul a dus o politică de integrare a întregii populații germane în politica și în acțiunile sale. În timpul celui de-al Doilea Război Mondial Grupul etnic german s-a pronunțat pentru crearea unui nou stat, denumit Donauland („Țara Dunării”), din care urmau să facă parte Transilvania și Banatul.
La 12 septembrie 1944  s-a semnat la Moscova, Convenția de armistițiu între Guvernul Român, pe de o parte, și Guvernele Uniunii Sovietice, Regatului Unit și Statele Unite ale Americii, pe de altă parte, publicată în Monitorul Oficial nr. 219 din 22 septembrie 1944. 
Conform art.19 din Convenție,  Guvernele Aliate socotesc hotărârea Arbitrajului de la Viena, cu privire la Transilvania,  (Dictatul de la Viena din 30 august 1940)  ”ca nulă și neavenită și sunt de acord ca Transilvania (sau cea mai mare parte a ei) să fie restituită României sub condiția confirmării prin Tratatul de Pace, și Guvernul Sovietic este de acord ca forțele sovietice să ia parte în acest scop, în operațiuni militare, conjugate cu România, contra Germaniei și Ungariei”.
În temeiul Art.15 din aceeași Convenție ”Guvernul Român se obligă să dizolve imediat toate organizațiile pro-hitleriste de tip fascist aflate pe teritoriul românesc, atât cele politice militare sau cele paramilitare  cât și orice alte organizații care fac propagandă ostilă Națiunilor Unite și în special Uniunii Sovietice, nepermițând în viitor existența  unor astfel de organizații”. 

## Biserica catolică din Banat și Grupul Etnic German
Și în Banat instituțiile culturale și de învățământ ale minorității germane au fost infiltrate cu agenți de influență nazistă. La fel ca episcopul evanghelic Viktor Glondys de la Sibiu, episcopul catolic Augustin Pacha de la Timișoara a căutat să salveze autonomia bisericească și școlară a episcopiei conduse de el. În anii 1930 politicienii șvabi moderați, precum deputatul Michael Kausch, s-au retras din politică, iar scena politică a început să fie dominată de lideri extremiști. Andreas Schmidt, ofițer SS și conducător al Grupului Etnic German din România, i-a garantat episcopului Pacha orele de religie și dreptul de proprietate asupra școlilor catolice din Banat, în schimbul cedării acestora în administrarea Grupului Etnic German. Astfel școlile catolice din Banat, în frunte cu prestigiosul liceu Banatia, au trecut în subordinea Grupului Etnic German, fapt pentru care episcopul Pacha a trebuit să socoteală după război. Directorul Banatia a fost înlocuit cu funcționarul nazist Anton Valentin, care a fugit din țară în 1944. Episcopul Pacha a fost arestat în anul 1950 și condamnat la 18 ani de închisoare. A fost eliberat din detenție în 1954 și a murit în același an.
Liceul Banatia a fost ocupat în 1944 de armata sovietică. În 1945 guvernul român a atribuit imobilul Universității de Medicină din Timișoara, care funcționează de atunci în clădire.

## Evenimentele de după 7 oct. 1944
La 8 octombrie 1944  Regele României Mihai I a emis  Decretul–Lege nr.485 (publicat în Monitorul Oficial nr.233 Partea I din 8 oct 1944, pag.6558)  pentru abrogarea Decretului-lege nr. 830 din 21 noiembrie 1940 referitor la constituirea Grupului Etnic German din România. În temeiul Decretului- Lege nr.485, Grupul Etnic German a fost desființat, toate bunurile Grupului Etnic German fiind lovite de indisponibilitate fără îndeplinirea vreunei formalități și au trecut în proprietatea Statului Român urmând ca instanțele de carte funciară să înregistreze din oficiu proprietatea pe numele Statului Român articolelor (art.I alin.1, 2 3, 5 , Statul Român devenind și titularul tuturor drepturilor care au aparținut acestui Grup, subrogându-se acestuia (art.I alin.4), toate înstrăinările de bunuri mobile și imobile și orice constituire de drepturi reale sau renunțări de orice fel de drepturi făcute în intervalul dela 23 august 1944 și până la 8 octombrie 1944 fiind prezumate ca făcute prin fraudă și sunt lovite de nulitate absolută (Art.II). 
La 8 octombrie 1944  Regele României Mihai I a emis  Decretul–Lege nr.486 (publicat în Monitorul Oficial nr.233 Partea I din 8 oct 1944, pag.6559) privitor purificarea administrațiilor publice prin care,  s-a dispus licențierea din serviciu, fără nici o indemnitate a funcționarilor care s-au pus în slujba unor interese străine sau au militat sub orice formă în vreo organizație politică sau paramilitară legionară, fascistă sau hitleristă sau a servit prin orice mijloace scopurile unor organizații dictatoriale. 
În cererea sa de armistițiu de la 25 august 1944 către aliați, prin ambasadorul său la Ankara, Alexandru Crețianu, Guvernul român al lui Constantin Sănătescu a propus «completa expulzare a germanilor de pe teritoriul României». Ca măsură pregătitoare, Ministerul de interne ar putea să înregistreze pe toți germanii civili care au împlinit 16 ani, atât bărbați cât și femei, și în realitate atât cetățenii străini, cât și persoanele care făceau parte din «Grupul Etnic German», prin urmare germanii (Ministerul de interne, decretul 12.500; 27 august 1944). Ministrul de externe Grigore Niculescu-Buzești își dăduse consimțământul aliaților prin delegația română, care va semna armistițiul (încheiat la 12.9.1944), aflându-se la Moscova, măsură care a premers ,  acțiunii de deportarea germanilor din România în Uniunea Sovietică. Toți bărbații între 18-45 ani, iar femeile între 18-35 de ani, au fost trimiși la munca de reconstrucție în U.R.S.S. Nici în acest caz n-a existat un criteriu politic sau de clasă, fiind trimiși chiar și comuniști și antifasciști germani care abia ieșiseră din închisori.
Deși Gheorghe Gheorghiu-Dej a cerut expulzarea etnicilor germani, Stalin s-a opus unei asemenea măsuri, dar a acceptat lipsirea de dreptul de vot a tuturor celor incriminați, sub pretextul oferit de liderul PCR că făcuseră parte, în cea mai mare parte, din Grupul Etnic German. Membrilor Grupului Etnic German (ceea ce înseamnă practic 99% din populația germană) li s-au luat drepturile civile, printre care dreptul de a alege și a fi ales. În baza unor dispoziții de la art. 3 (a) din Legea nr.187/1945 privind înfăptuirea reformei agrare, țăranii de origine germană au fost expropriați – pe motive etnice -, fiind considerați în bloc colaboratori ai trupelor hitleriste, datorită apartenenței lor la Grupul Etnic German. Deși Legea de expropriere îi excepta pe țăranii germani care n-au fost membri ai Grupului Etnic German și care au luptat în armata română pe frontul de vest, în practică însă, nu s-a ținut cont de aceste prevederi, decât în câteva cazuri rare. În general, numărul țăranilor germani cărora li s-a lăsat pământul și casa, cât și al germanilor împroprietăriți la reforma agrară din 1945, nu reprezintă mai mult de 1% din numărul total al țăranilor germani din țară.